# Панфилов, Евгений Алексеевич
Евгений Алексеевич Панфилов (10 августа 1955, Архангельская область — 13 июля 2002, Пермь) — российский хореограф, танцовщик, деятель культуры, энтузиаст свободного танца, создатель труппы «Балет Евгения Панфилова».

## Биография
Учился в высшем военно-политическом училище, затем в 1977 году поступил в Пермский государственный институт искусств и культуры на отделение организатор-методист клубной работы, проучившись 2 курса, был переведён на 3-й курс хореографического отделения данного института. Обучался в ГИТИС, на балетмейстерском отделении. Учился в Международной летней школе современной хореографии в США, Северная Каролина (1992).
В 1979 году, будучи студентом института культуры, создал свой первый танцевальный самодеятельный коллектив «Импульс», в 1987-м — первый профессиональный коллектив — Театр танца модерн «Эксперимент», переименованный в 1991 году в «Пермский городской балет Евгения Панфилова». В 1994 году был организован первый в России частный театр балета — «балет Евгения Панфилова», который в 2000-м получил статус государственного учреждения культуры. При театре «Балет Евгения Панфилова» автор организовал сателлитные труппы: «Балет Толстых» (гротеск-шоу с участием полных женщин), в 1993 году и dance-company «Бойцовский клуб» (любительский мужской танцевальный коллектив), в 2001 году. Автор международного проекта «Russian Seduction».
Первый президент российского отделения Всемирного танцевального альянса.
Поставил более 85 балетов и 150 балетных миниатюр («Бег», «Мистраль», «Мужчина в черном, женщина в зеленом», «Остров мертвых», «Фантазии в чёрном», «Дуэты цвета туманов», «Колыбельная для мужчины», «Ромео и Джульетта», «Щелкунчик», «Блокада» и др.).
В 1997 году поставил балет «Весна священная» на музыку Игоря Стравинского в Мариинском театре в Петербурге.
Хореограф художественного фильма об Ольге Спесивцевой «Мания Жизели» (1995 год, «Ленфильм»), участвовал в нем вместе с труппой своего театра.
Лауреат многих всесоюзных, всероссийских и международных конкурсов и фестивалей (1988 — в Москве, 1991 — в Таллине и Рабате, 1992 — Пермь, 1993 — Париж, 1996 — Витебск и пр.).
В 1998 году в Санкт-Петербурге Евгению Панфилову присвоено звание «Мастер».[уточнить]
В 2001 — лауреат премии Национальной театральной премии Правительства Российской Федерации им. Федора Волкова «За вклад в развитие театрального искусства».
В 2002 году получил диплом и приз «За лучший номер современной хореографии» VII открытого конкурса артистов балета России «Арабеск-2002».
Неоднократно номинировался на премию «Золотая маска» в 1995, 1996, 1997 г. В 2001 году получил «Золотую Маску» в номинации «Новация» — за спектакль «Бабы. Год 1945.» (Балет Толстых). В 2006 году труппа «Балет Евгения Панфилова» получила главную награду в номинации «Современный танец, спектакль» за одноактный балет-фантазию «Клетка для попугаев», созданный Панфиловым.
Преподаватель Пермского института культуры (1993—1996) и Пермского хореографического училища (с 1994 года — курс танца модерн).
Автор книги стихов «Господа! Я Вас завтра обрадую…», изданной обществом «Арабеск» в 2003 году.
Дочь — Арина Панфилова, окончила Пермское хореографическое училище, хореограф.
В 2011 году телекомпания «АБ-ТВ продакшн» по заказу телеканала «Культура» сняла документальный фильм «Танцевальный провокатор». Автор и режиссёр Андрей Проскуряков, генеральный продюсер Яков Каллер

## Смерть
Евгений Панфилов был убит в своей квартире в центре Перми в ночь на 13 июля 2002 года. Ему было нанесено 13 ножевых ранений, из которых три оказались смертельными. Из квартиры были похищены аудио- и видеотехника, факс, сотовый телефон. Обвиняемый — 23-летний житель Краснокамска (Пермская область) Дмитрий Нечаев. По его словам, 13 июля он случайно познакомился с Панфиловым, который пригласил его домой «выпить и поговорить». Вскоре между ними возникла ссора, и Нечаев схватил нож, которым нанёс 13 ножевых ранений. Затем убийца забрал вещи из квартиры убитого с тем, чтобы в дальнейшем их продать. В Дзержинском районном суде Нечаев был приговорён к 12 годам и 3 месяцам лишения свободы. Похоронен Евгений Панфилов на Северном кладбище Перми.

## Награды и премии
- Премия Правительства Российской Федерации имени Фёдора Волкова за вклад в развитие театрального искусства Российской Федерации (17 июля 2001 года)[2]